# C'est pas triste !
C'est pas triste ! (Model for Murder) est un roman policier de l’écrivain australien Carter Brown publié en 1980 aux États-Unis et en Australie. Cependant, les droits d'auteur datent de 1978. 
Le roman est traduit en français en 1981, dans la collection Carré noir. La traduction, prétendument "de l'américain", est signée Hugues David. C'est une des nombreuses aventures du lieutenant Al Wheeler, bras droit du shérif Lavers dans la ville californienne fictive de Pine City ; la quarante-sixième traduite aux Éditions Gallimard. Le héros est aussi le narrateur.

## Résumé
Nigel Barrett a été trouvé dans sa chambre, nu, lardé de coups de couteau ; l'arme du crime a disparu. C'est une amie, Madeline Carmody, qui a découvert le corps. Elle apprend au lieutenant Wheeler que la victime était un homosexuel, qui gagnait sa vie en posant pour des photos. Al Wheeler va enquêter dans le milieu gay : un club, un photographe spécialisé... Il découvre des personnages très divers, très éloignés du cliché de la "folle". Outre Madeline, qui semble être la reine de ce petit monde, le lieutenant rencontre tout de même quelques dames, en particulier la mère et la sœur d'un riche et jeune héritier qui a posé avec Nigel Barrett pour des photos très explicites.

## Personnages
- Al Wheeler, lieutenant enquêteur au bureau du shérif de Pine City.
- Le shérif Lavers.
- Annabelle Jackson, secrétaire du shérif.
- Doc Murphy, médecin légiste.
- Ed Sanger, technicien du laboratoire criminel.
- Madeline Carmody, dessinatrice, amie de la victime.
- Carol, cousine de Madeline.
- Peter Lewis, peintre, propriétaire d'une galerie d'art, voisin de Madeline Carmody.
- Clem Duggan, photographe, gérant du Studio Hales.
- Lou Stevens, ami de la victime.
- Mandy Stevens, sa sœur.
- Blanche Stevens, leur mère, riche veuve.
- Laura Kay, amie de Mandy Stevens.
- Gerry Donnel et Damien Fowler, propriétaires du club La Pédale Vaillante.

## Nouvelle homonyme
Une nouvelle portant le même titre, jamais traduite en français, a été publiée par Carter Brown en 1953, en Australie, mais la première et la quatrième de couverture montrent que le sujet n'est pas le même : la victime est une femme, dans le milieu du cinéma. D'ailleurs, l'édition américaine de 1980 spécifie en couverture : "All new - Never before in print !".

## Édition
- Carré noir no 377, 1981,  (ISBN 2070433773).